# Buraq Air
Buraq Air (El-Buraq Air Transport Inc) es una aerolínea con base en Trípoli, Libia. Efectúa vuelos regulares domésticos e internacionales a Europa, el norte de África y a Oriente Medio. Buraq también efectúa vuelos chárter de pasajeros y carga así como vuelos de apoyo a la industria petrolífera, en unión con CHC.
Hasta hace poco, la base principal de la aerolínea es el Aeropuerto Internacional Mitiga, que, aunque más pequeño que el Aeropuerto Internacional de Trípoli, está mucho más cerca del centro de Trípoli.  

## Historia
La aerolínea fue fundada el 22 de octubre de 2000, e inició sus operaciones el 15 de noviembre de 2001; es la primera aerolínea privada en Libia. Su nombre proviene del buraq, una criatura en la que se cree que el profeta islámico Mahoma voló desde La Meca hasta Jerusalén, y de allí a los distintos cielos.
Como consecuencia de la Guerra de Libia de 2011 y la zona de exclusión aérea resultante sobre el país impuesta por la OTAN de conformidad con la Resolución 1973 del Consejo de Seguridad de las Naciones Unidas, todas las operaciones de vuelo con Buraq Air terminaron el 17 de marzo de 2011. A fecha de 25 de agosto de 2011, al menos dos Boeing 737-800 todavía eran visibles en la pista del Aeropuerto Internacional de Trípoli. Desde entonces ha reanudado sus operaciones.

## Destinos
Buraq Air efectúa vuelos regulares domésticos, así como vuelos  vuelos internacionales:
| Países         | Destinos | Aeropuertos                               | Notas              |
| -------------- | -------- | ----------------------------------------- | ------------------ |
| Arabia Saudita | Yeda     | Aeropuerto Internacional Rey Abdulaziz    |                    |
| Libia          | Bengasi  | Aeropuerto Internacional de Benina        |                    |
| Libia          | Misurata | Aeropuerto Internacional de Misurata      |                    |
| Libia          | Trípoli  | Aeropuerto Internacional Mitiga           | HUB                |
| Túnez          | Túnez    | Aeropuerto Internacional de Túnez-Cartago |                    |
| Turquía        | Antalya  | Aeropuerto de Antalya                     | Chárter estacional |
| Turquía        | Bodrum   | Aeropuerto de Milas-Bodrum                | Chárter estacional |
| Turquía        | Gazipaşa | Aeropuerto de Gazipaşa-Alanya             | Chárter estacional |
| Turquía        | Esmirna  | Aeropuerto de Esmirna-Adnan Menderes      | Chárter estacional |
| Turquía        | Estambul | Aeropuerto de Estambul                    |                    |
| Turquía        | Çorlu    | Aeropuerto de Tekirdağ-Çorlu              | Chárter estacional |

### Antiguos destinos
| Países               | Destinos   | Aeropuertos                          |
| -------------------- | ---------- | ------------------------------------ |
| Bosnia y Herzegovina | Sarajevo   | Aeropuerto Internacional de Sarajevo |
| Egipto               | Alejandría | Aeropuerto de Borg El Arab           |
| Egipto               | El Cairo   | Aeropuerto Internacional de El Cairo |
| Libia                | Al Baida   | Aeropuerto Internacional Al Abraq    |
| Libia                | Sabha      | Aeropuerto de Sabha                  |
| Libia                | Trípoli    | Aeropuerto Internacional de Trípoli  |
| Marruecos            | Rabat      | Aeropuerto de Rabat-Salé             |
| Siria                | Alepo      | Aeropuerto Internacional de Alepo    |
| Turquía              | Estambul   | Aeropuerto Internacional Atatürk     |

## Flota

### Flota actual
La flota de Buraq Air incluye los siguientes aviones, con una edad media de 15,3 años (a febrero de 2025):
| Aeronaves       | En servicio | Pedidos | Pasajeros                                            | Pasajeros                                            | Pasajeros                                            | Matrículas                                           | Antigüedad                                           |
| Aeronaves       | En servicio | Pedidos | C                                                    | Y                                                    | Total                                                | Matrículas                                           | Antigüedad                                           |
| --------------- | ----------- | ------- | ---------------------------------------------------- | ---------------------------------------------------- | ---------------------------------------------------- | ---------------------------------------------------- | ---------------------------------------------------- |
| Airbus A320-200 | 2           | —       | 8                                                    | 154                                                  | 162                                                  | 5A-BAA, 5A-BAB                                       | 12,7 años                                            |
| Boeing 737-800  | 1           | —       | 7                                                    | 162                                                  | 169                                                  | 5A-DMG                                               | 18,3 años                                            |
| Total           | 3           | —       | Edad media de la flota (febrero de 2025): 15,3 años. | Edad media de la flota (febrero de 2025): 15,3 años. | Edad media de la flota (febrero de 2025): 15,3 años. | Edad media de la flota (febrero de 2025): 15,3 años. | Edad media de la flota (febrero de 2025): 15,3 años. |

### Flota histórica
| Aeronaves                      | Total | Introducido | Retirado | Matrículas                                    |
| ------------------------------ | ----- | ----------- | -------- | --------------------------------------------- |
| Antonov An-24                  | 1     | 2001        | 2006     | ER-AWC                                        |
| Boeing 727-200                 | 3     | 2002        | 2009     | 5A-DMP, 5A-DMO y 5A-DMN                       |
| Boeing 737-200                 | 2     | 2005        | 2011     | 5A-DMU y 5A-DMV                               |
| Boeing 737-400                 | 4     | 2009        | 2024     | 5A-MAC (rrg. 5A-WAC), 5A-MAB, JY-JAQ y JY-JAP |
| Boeing 737-500                 | 2     | 2012        | 2021     | 5A-WAD y 5A-FLD                               |
| Boeing 747-200                 | 1     | 2006        | 2007     | J2-KCB                                        |
| British Aerospace Jetstream 32 | 1     | 2004        | c. 2011  | 5A-DGR                                        |
| De Havilland Canada Dash 8     | 1     | 2007        | 2009     | C-GOFW                                        |
| McDonnell Douglas DC-10        | 1     | 2006        | 2011     | J2-KCG                                        |
| Ilyushin Il-76                 | 3     | 2004        | 2011     | 5A-DNA, UN-76008 y 5A-DMQ                     |
| Let L-410 Turbolet             | 3     | 2005        | c. 2011  | 5A-DMT, 5A-DMR y 5A-DMS                       |